# Enrica Guidi
Enrica Guidi (* 17. Februar 1985 in Cecina) ist eine italienische Schauspielerin.

## Leben
Als Tochter einer sardischen Mutter und eines toskanischen Vaters wuchs Guidi in Rosignano Solvay auf. Nach ihrem Studienabschluss der Sportwissenschaften wechselte sie in die Schauspielerei. In ihrer ersten Rolle spielte sie die Tiziana in der Fernsehserie I delitti del BarLume. 2014 spielte sie die Rolle der Ambra in Tutto molto bello, 2017 die Protagonistin im Fernsehfilm Innamorati di me. Im selben Jahr nahm sie außerdem an der ersten Ausgabe der Sendung Celebrity MasterChef Italia teil.

## Filmografie

### Kinofilme
- 2014: Tutto molto bello
- 2018: Humanism
- 2018: Mò Vi Mento – Lira di Achille
- 2019: L’eroe

### Fernsehserien/-filme
- seit 2013: I delitti del BarLume
- 2017: Innamorati di me